# Erigone psychrophila
Erigone psychrophila – gatunek pająka z rodziny osnuwikowatych zamieszkującego północną Holarktykę.

## Opis
Długość ciała samic wynosi od 2 do 3,1 mm, a samców od 2 do 3 mm. 

## Habitat
Gatunek borealno-górski. Preferuje siedliska wilgotne. Znajdowany w płatach torfowców na brzegach trzęsawisk i pod skałami.

## Występowanie
Gatunek holarktyczny. W Europie występuje w północnej Rosji, Islandii, Svalbardzie, Jan Mayen, Nowej Ziemi, Norwegii, Szwecji i północnej Wielkiej Brytanii.